# Конрад Мягі
Конрад Вільгельм Мягі (ест. Konrad Vilhelm Mägi; 1 листопада 1878, Гелленурме, Російська імперія — 15 серпня 1925, Тарту, Естонія) — естонський художник, пейзажист.

## Біографія
Народився 1 листопада 1878 року поблизу Дерпта. Початкову художню освіту здобув на курсах малювання Товариства німецьких ремісників у Дерпті.
В 1903 вступив до Училища технічного малювання барона Штігліца в Санкт-Петербурзі, але змушений був перервати навчання через участь у революційних подіях 1905 року.
Літо 1906 художник провів на Аландськіх островах, мальовнича природа яких надихнула його на створення ряду пейзажів.
У 1907 році переїхав до Парижа, а в період з 1908 по 1910 перебував у Норвегії, звідки знову поїхав до столиці Франції. У 1910 році вперше познайомив художню громадськість Естонії зі своїми роботами, надіславши з Норвегії кілька картин («Норвезький пейзаж із сосною», «Норвезький пейзаж» та ін.).
В 1912 повернувся на батьківщину і літо 1913 і 1914 провів на острові Сааремаа (картина «Морська капуста» та інші).
Був одним із засновників та натхненників тартуського художнього товариства «Паллас», а потім — і художньої школи під тією самою назвою.

## Картини

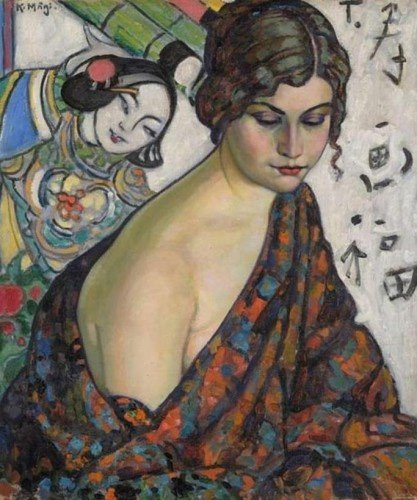
Portrait of a Woman (1908)
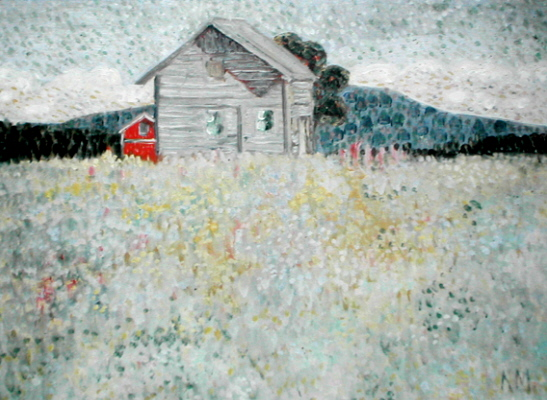
Flowery Field with Little House (1909)
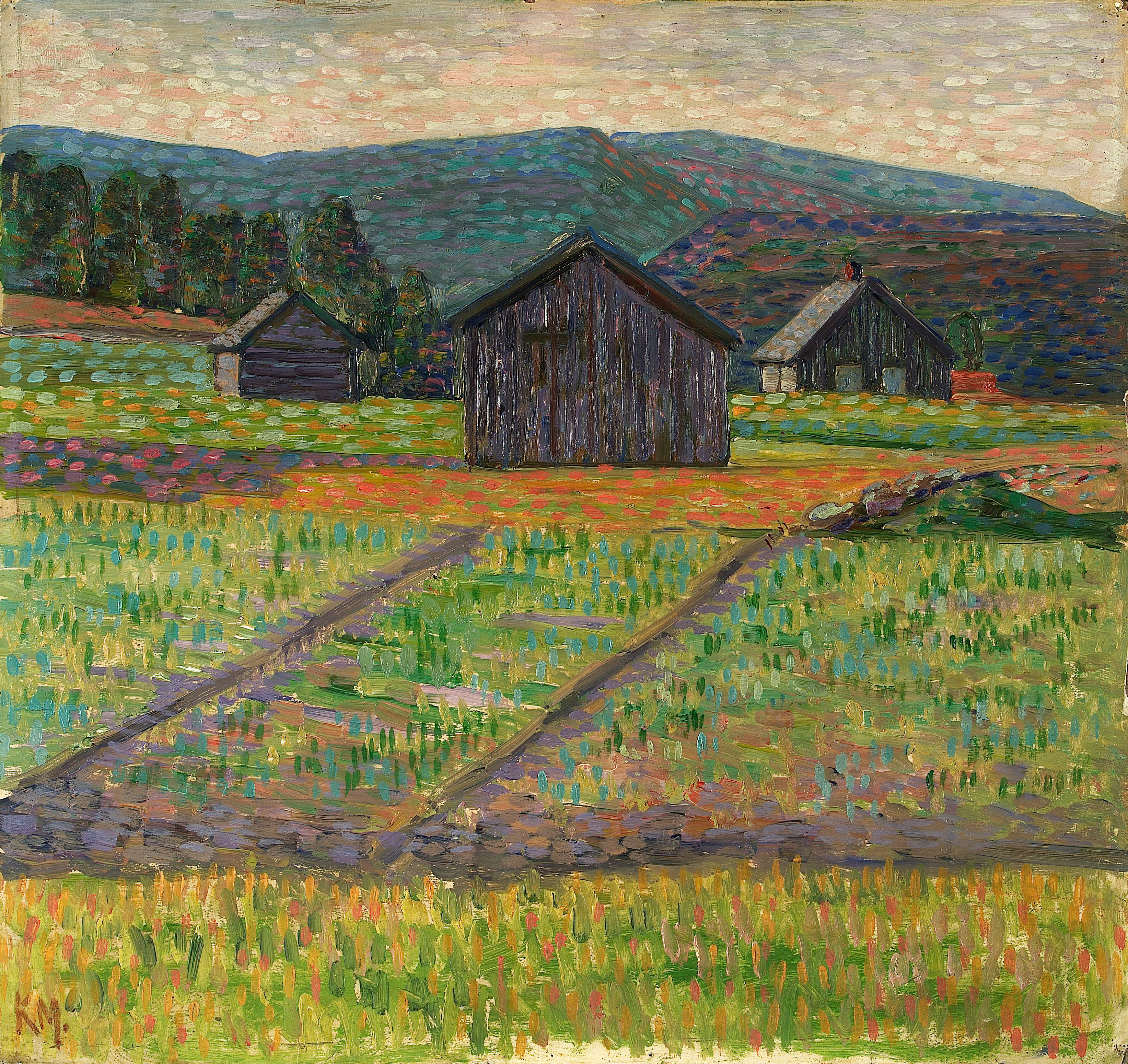
Landscape of Norway (1908-1910)
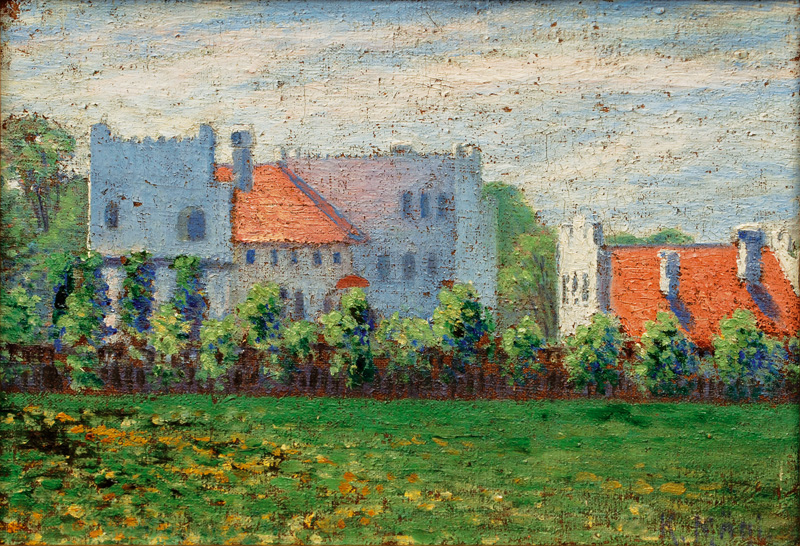
View of a Mansion (ca. 1910)
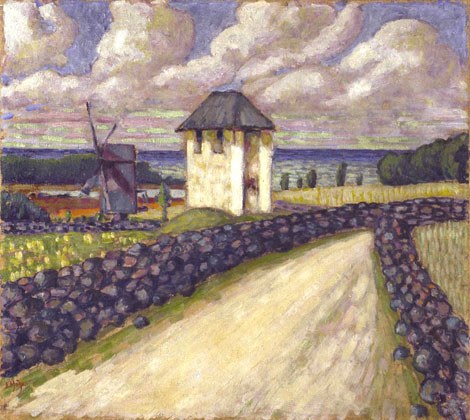
A Landscape with a Bell Tower (1913-1914)
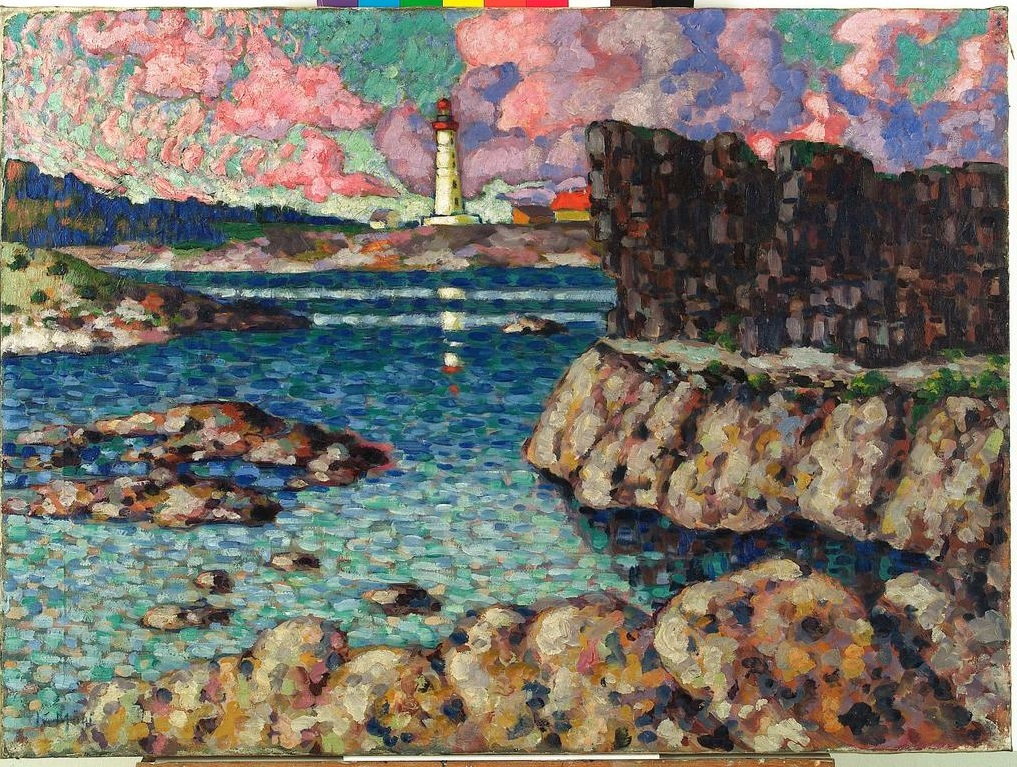
Landscape of Vilsandi (1913-1914)
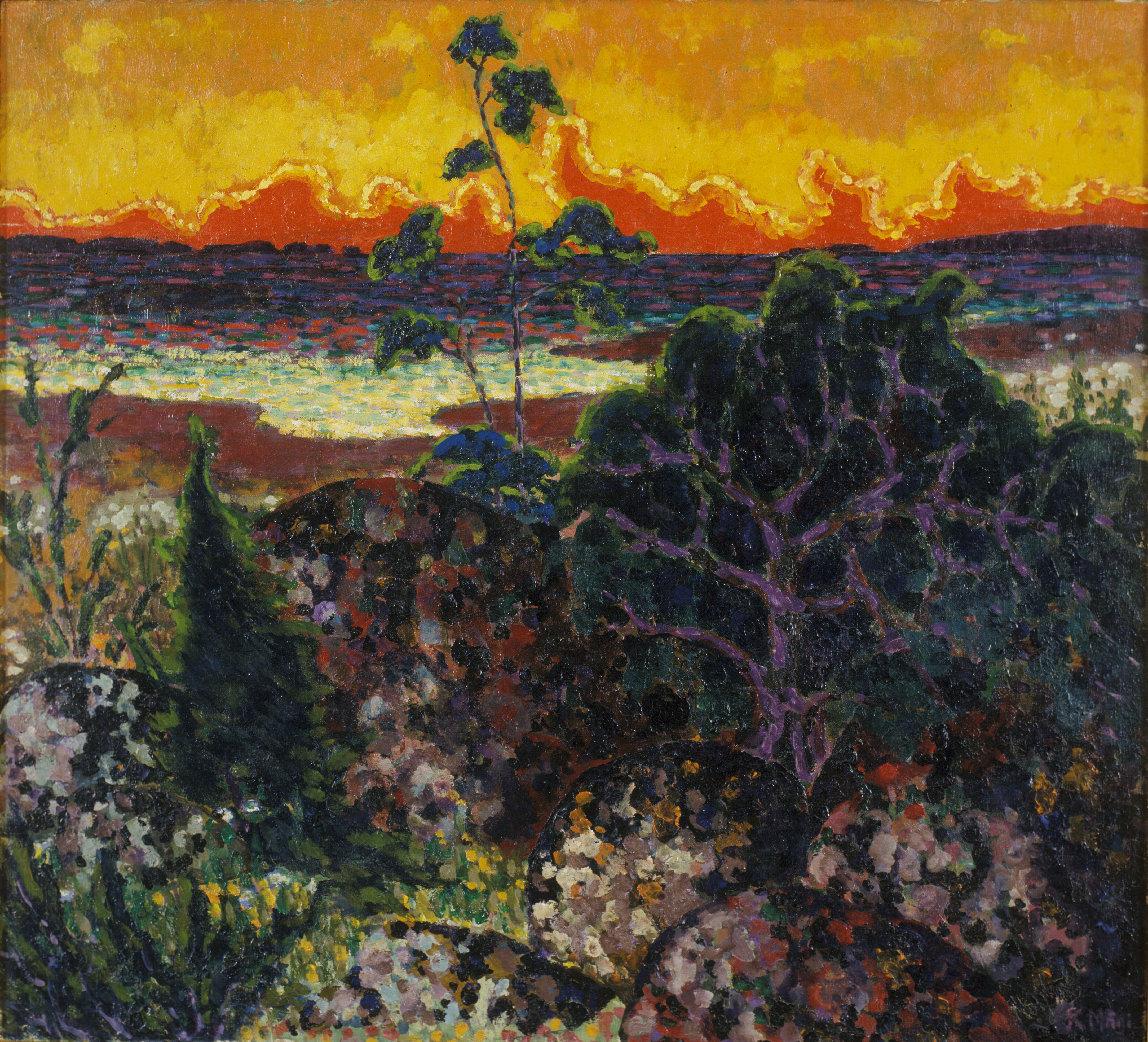
Landscape with a Red Cloud (1913-1914)
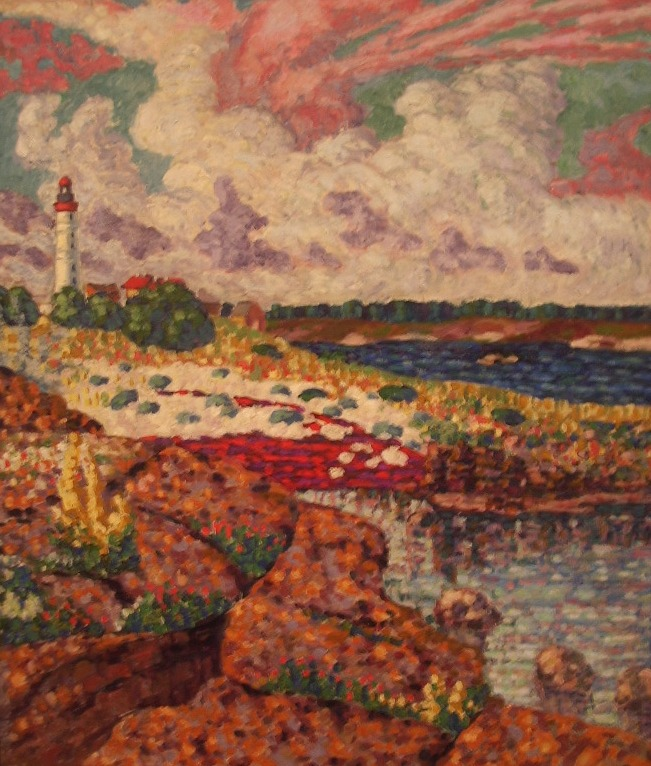
Vilsandi Motif (1913-1914)
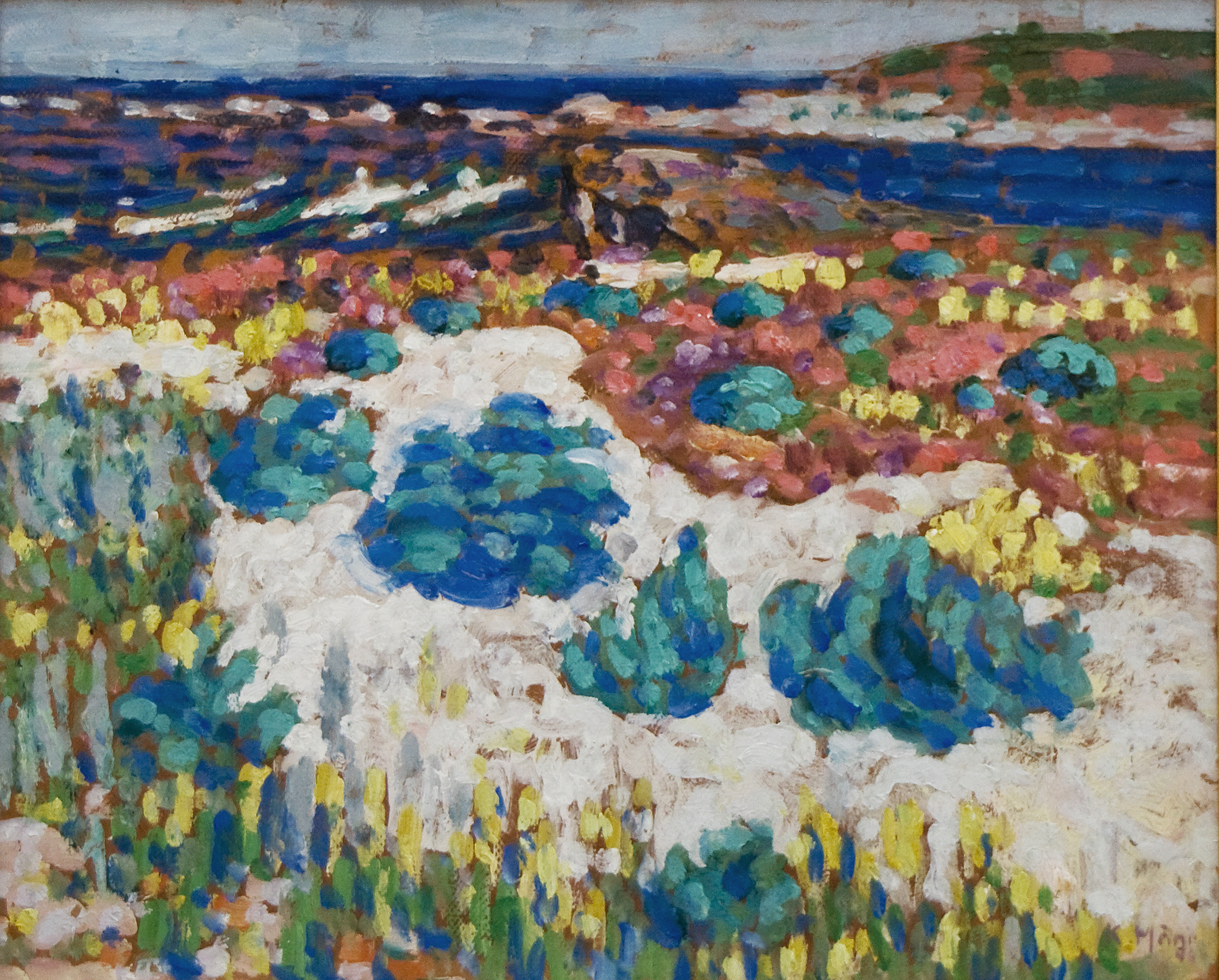
Rannamaastik (Beach landscape) (1913-1914)
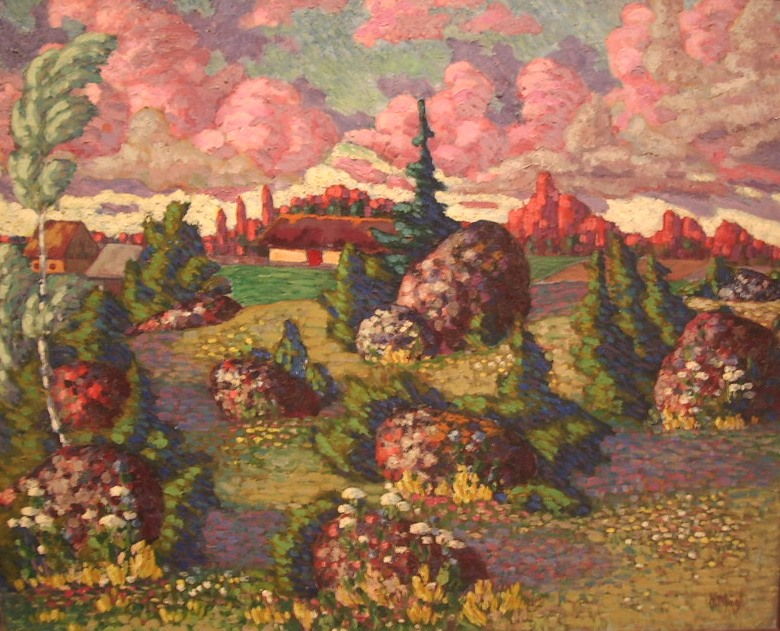
Landscape with Rocks (1913-1914)
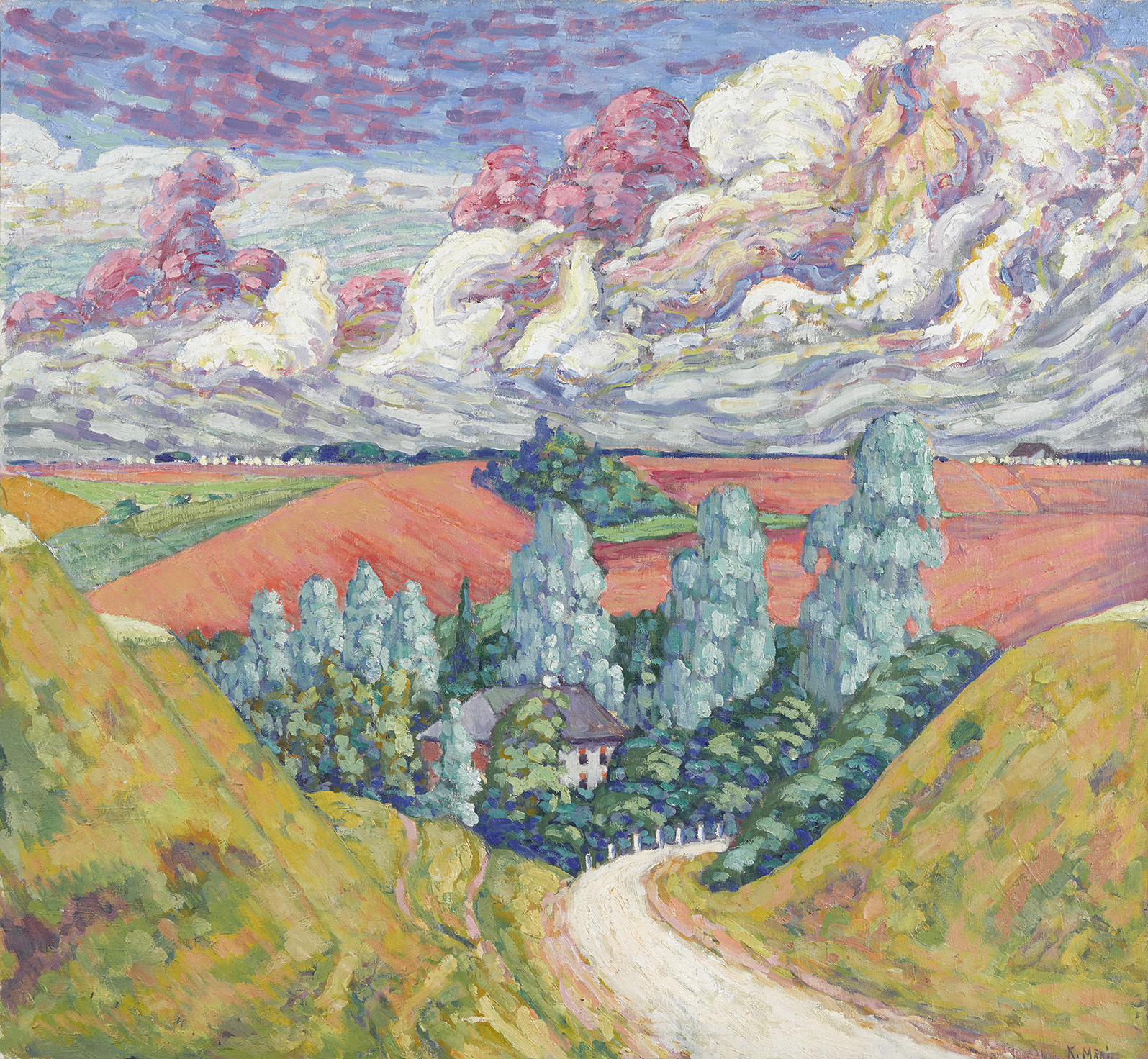
On the Road from Viljandi to Tartu (1915-1916)
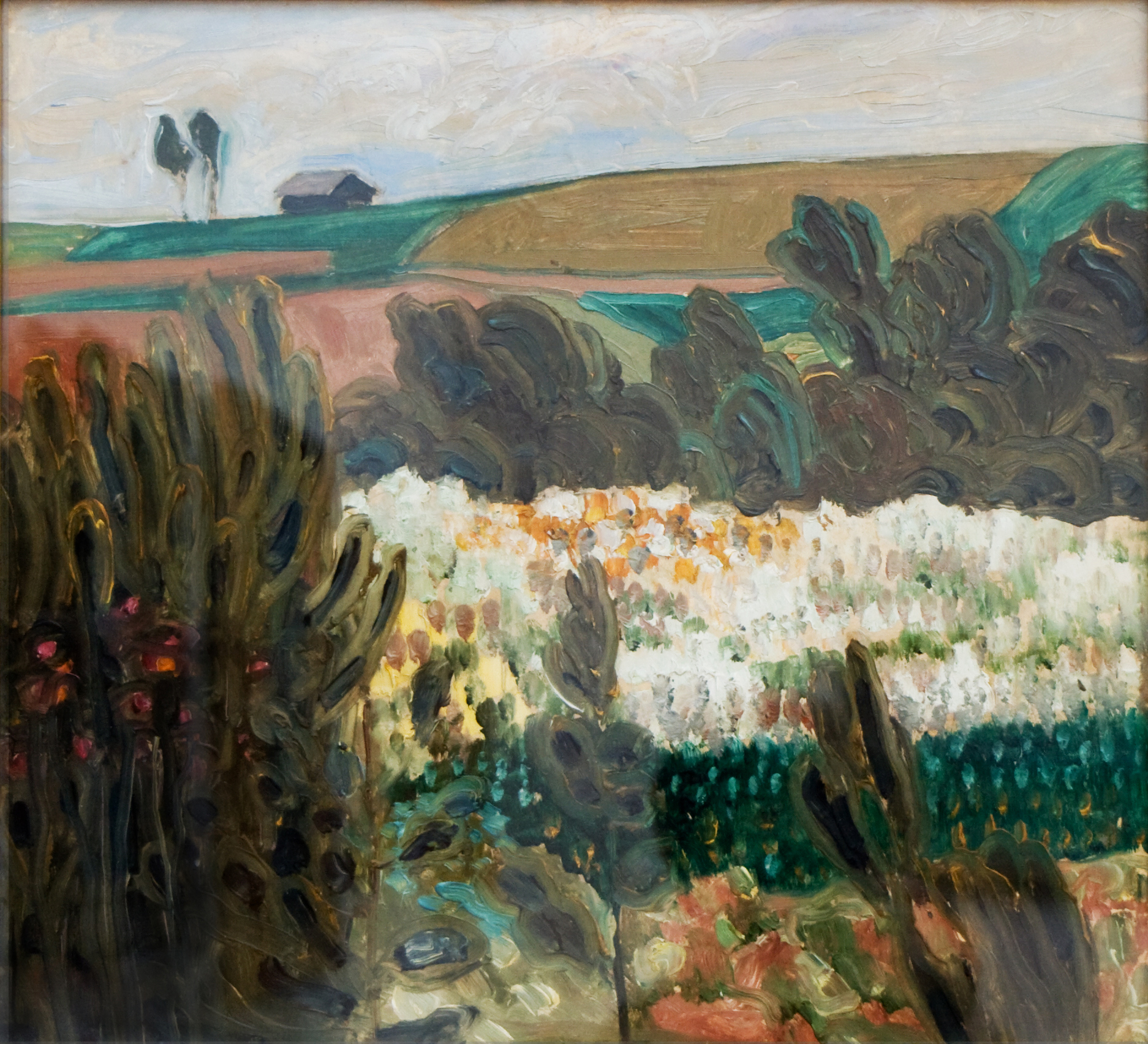
Motif from Saaremaa (date unknown)
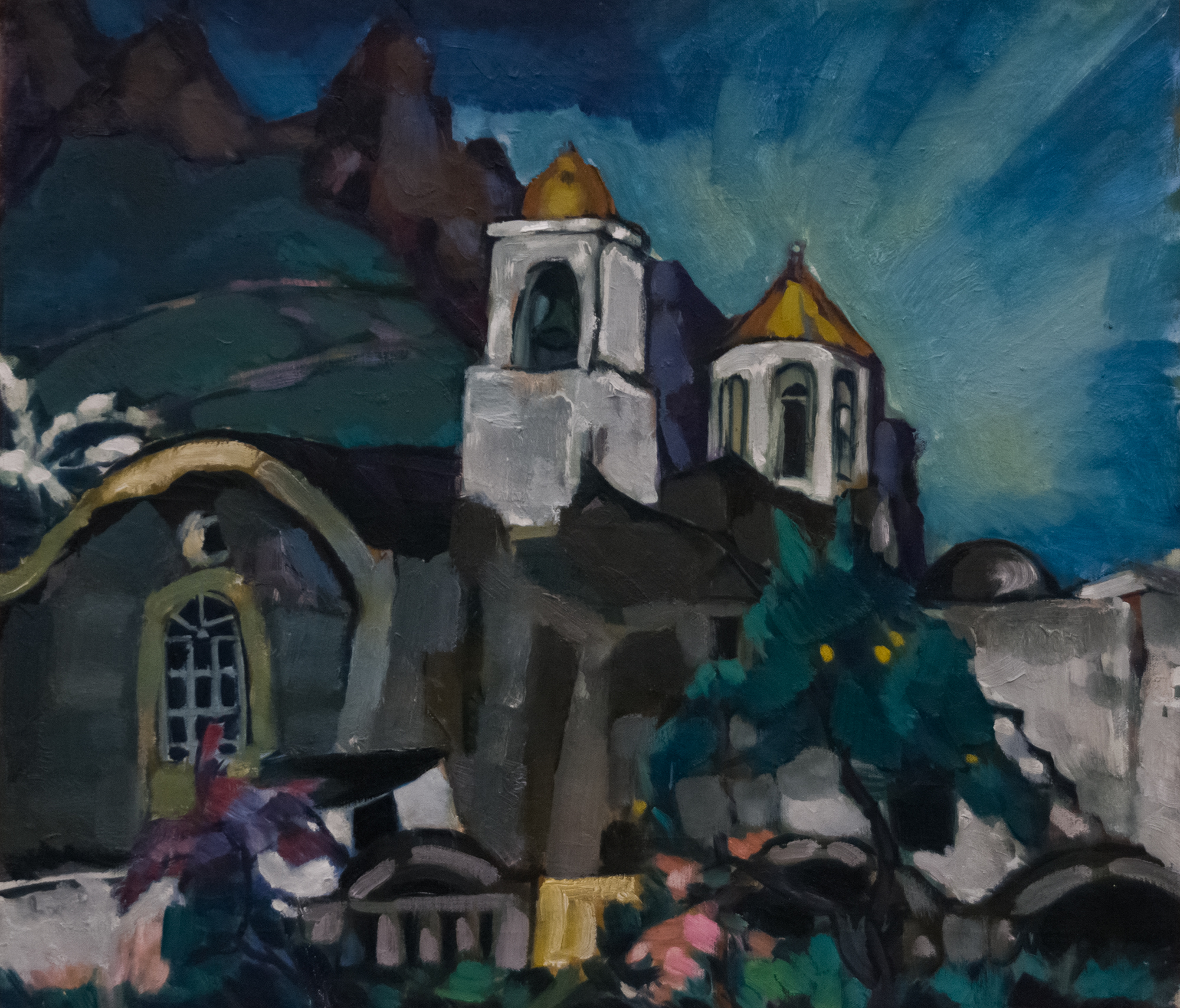
Capri Island (1922-1923)
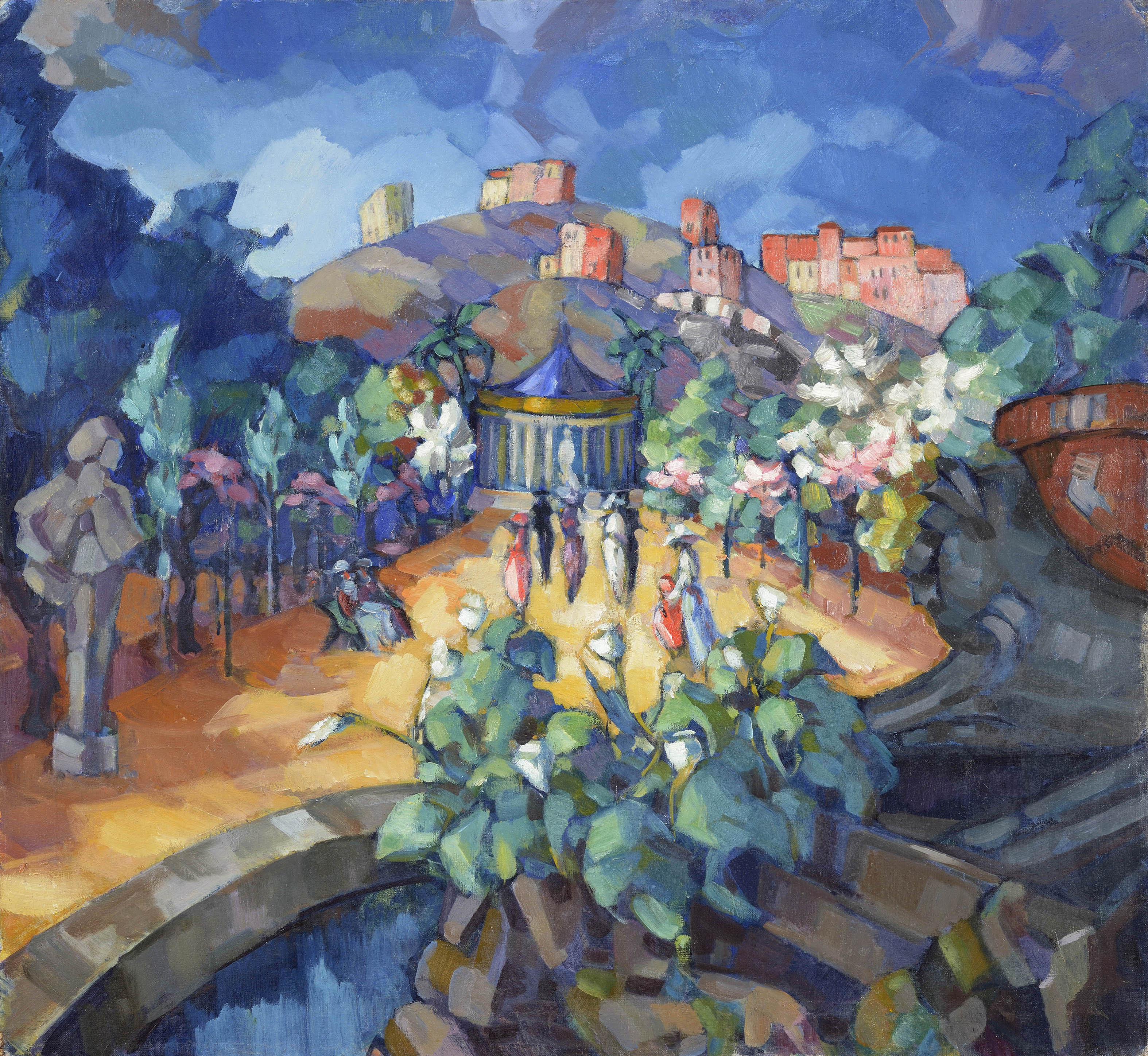
Italian Landscape. (1922-1923)
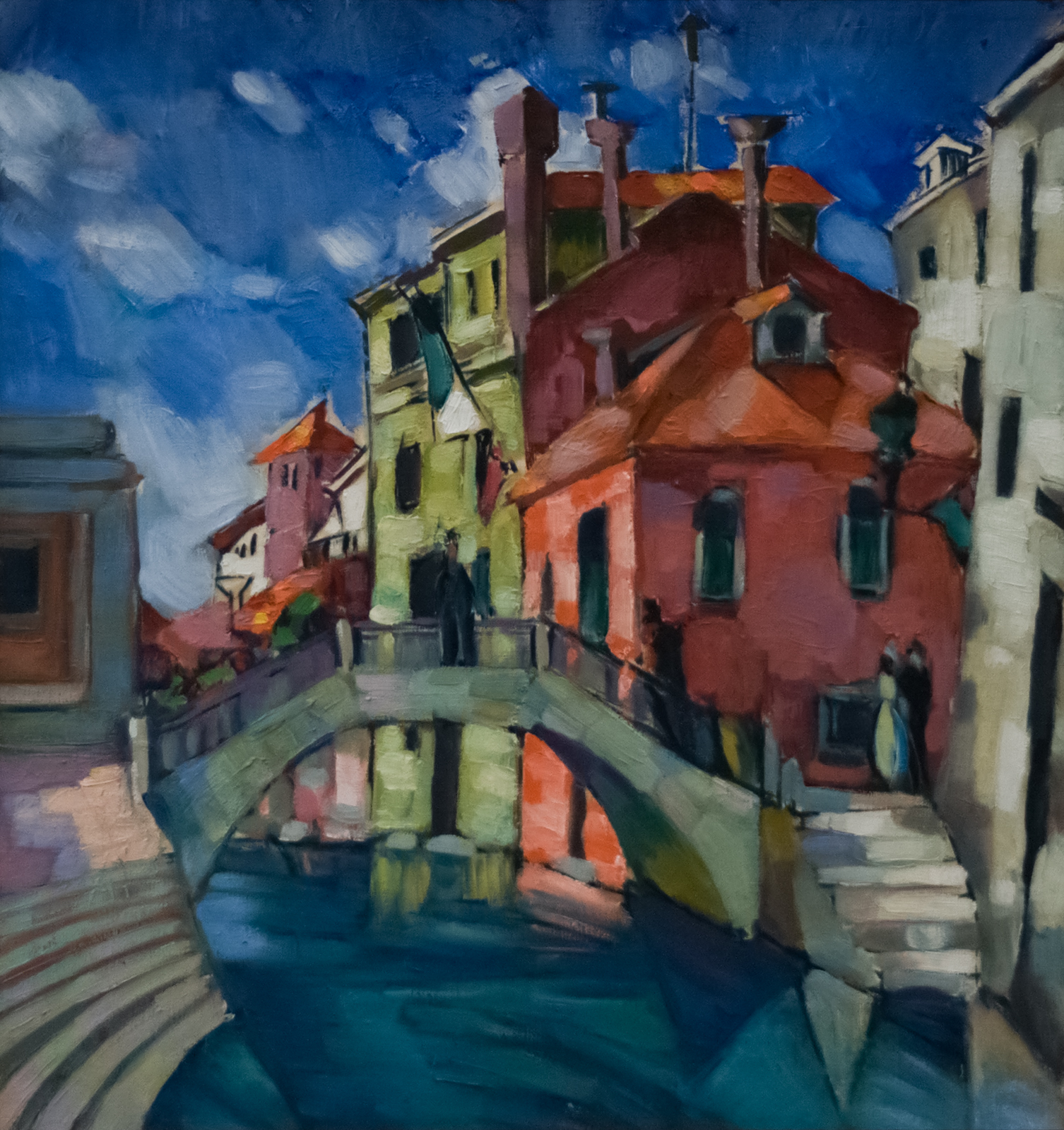
Venice (1922-1923)
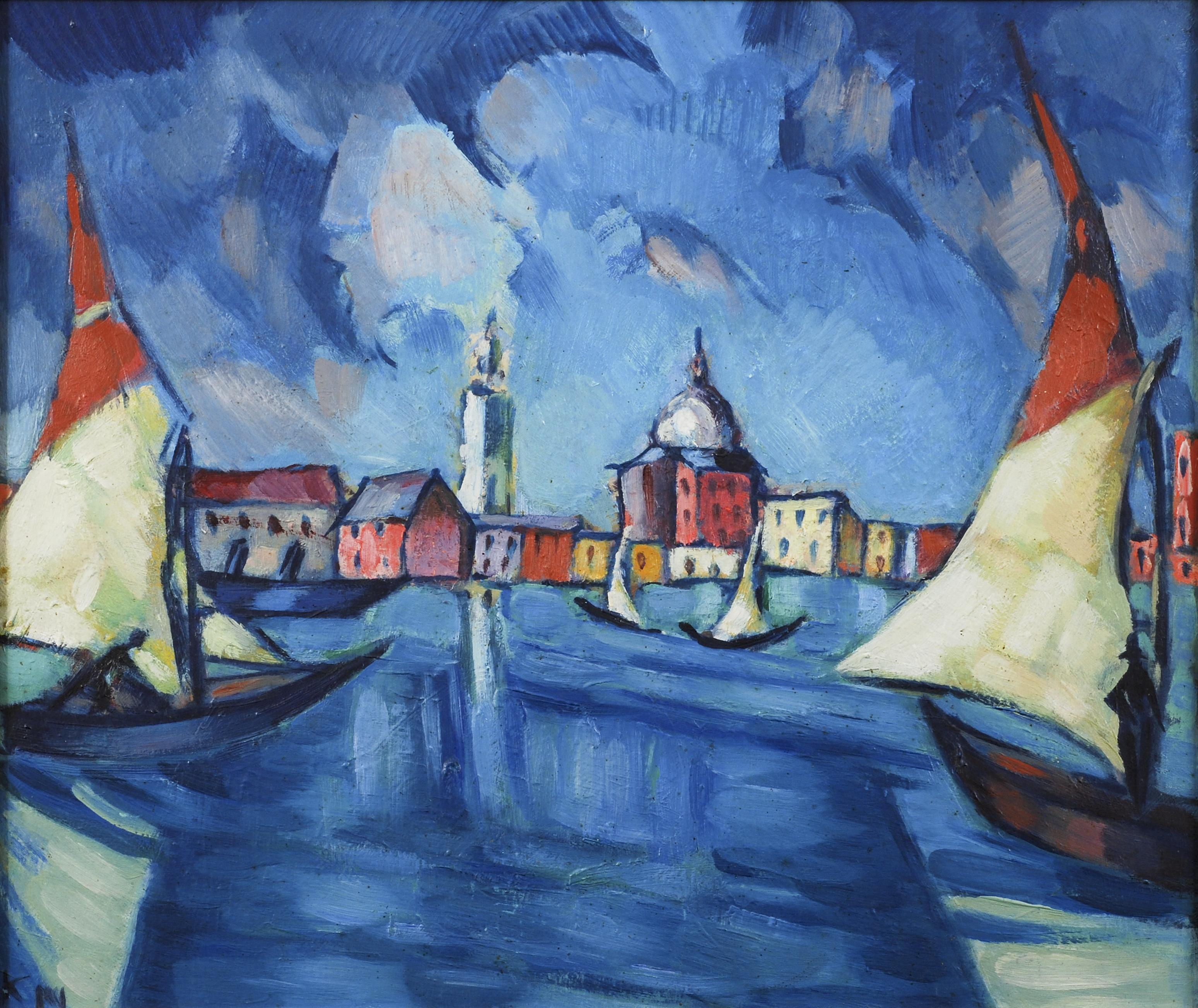
Venice (1922-1923)